# August Christian Baumann
August Christian Baumann, född 25 maj 1770 i Bodenteich vid Lüneburg, död 3 november 1831 i Kongsberg, var en tysk-norsk bergmästare.
Baumann, som var prästson, kom i sin ungdom som farmaceut till Kristiania, där han blev provisor vid Elefantapoteket. Här lärde Bernt Anker känna honom och antog honom till sin amanuens vid de fysikaliska föreläsningar, som han höll 1796–1797. På Ankers tillskyndan studerade han senare bergsvetenskap, först i Kongsberg, därefter i Falun, varefter han besökte de viktigaste tyska bergverken. Återkommen till Norge, blev han föreståndare för det Ankerska fideikommissets bergverk, främst Hakadals järnverk. År 1812 blev han bergmästare i östra sunnanfjällska distriktet, och valdes av stortinget 1816 till bergkunnig medlem (tillsammans med Jacob Aall och Christian Ancher Collett) av den 1814 tillsatta lagkommittén. Då stortinget 1816 hade beslutat att återuppta driften av Kongsbergs silververk för statens räkning, utnämndes han i mars samma år till andre medlem av verkets direktion, varvid han avgick som bergmästare. Han var suppleant från Kongsberg på stortinget 1821.